# Цирта

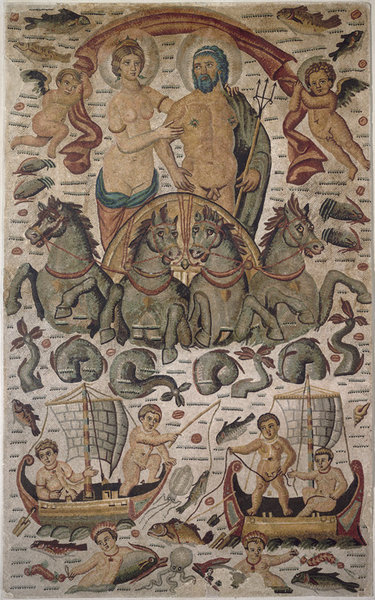
Мозаїка із зображенням тріумфу Нептуна та Амфітрити

Цирта (лат. Cirta, що означає фінікійською мовою «місто») — стародавнє місто у Північній Африці, столиця Нумідійського царства, на місці якої нині розміщене алжирське місто Константіна.
Під час Другої Пунічної війни біля стін Цирти Сципіон вщент розбив військо нумідійського царя Сіфакса. Напад нумідійського царя на римських торговців у Цирті послужив приводом до розв'язання Югуртинської війни.
Після взяття римлянами, Цирта очолила союз чотирьох вірних Риму міст Африки. У місті проживало безліч римських торговців, значну частину населення становили також греки та карфагеняни. Цирта довгий час залишалася латинізованішим містом Африки, зберігаючи вірність імператору навіть після навали вандалів.
Місто було зруйноване Максенцієм під час бойових дій проти Олександра, але було відновлене в 313 Костянтином Великим, який дав місту своє ім'я.

## Інші резиденції нумідійських царів
- Гіппон-Регій
- Булла-Регія

36°22′03″ пн. ш. 6°36′43″ сх. д. / 36.36750° пн. ш. 6.61194° сх. д.